# 습식 사우나
습식사우나는 습한 수증기의 열기로 사우나를 하는 효과로서 낮은온도에서 수증기로 사우나를 하는 것이고 또한 건식사우나와는 다르게 40’c~60’c의 낮은온도로 많은땀을 배출할 수 있다는 특징이 있다. 습식 사우나의 장점으로는 부교감신경을 자극하여 불면증에 굉장히 좋다고 알려져있다.피부미용에도 좋다. 습식사우나의 주의점으로는 건식사우나와 마찬가지로 고혈압이나심장질환 환자들은 의사와 상의한후 하도록 권장한다.사우나는 적정온도에서 20분이내에 하는 것이 바람직하다.